# Schwarzwasser

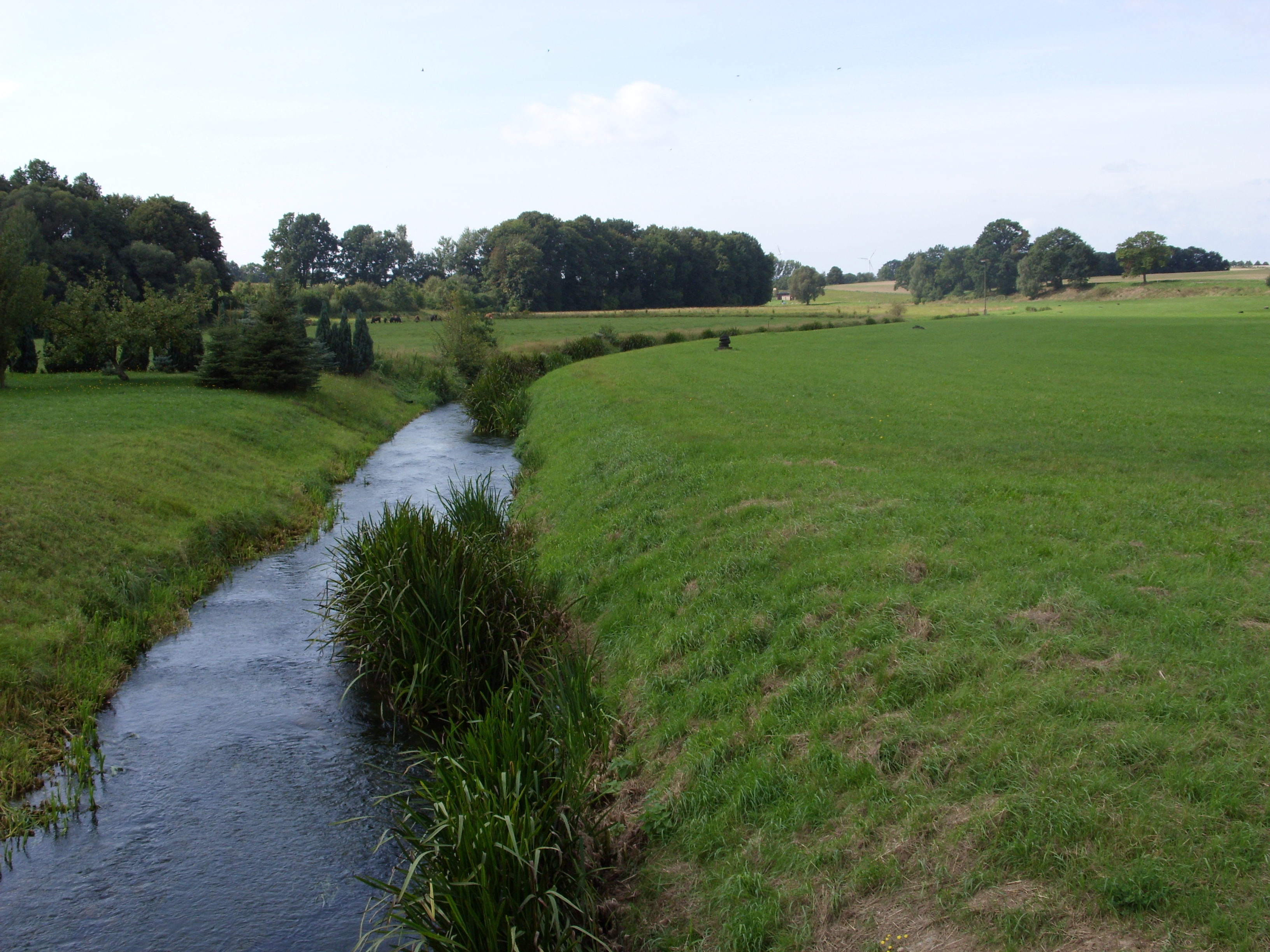
Bäcken Schwarzwasser nära Muschelwitz

Schwarzwasser (sorbiska: Čornica), "Svarta vattnet", är en flod i Oberlausitz i östra Sachsen i Tyskland och biflöde till Schwarze Elster ("svarta skatan") som mynnar i Elbe.
Schwarzwasser rinner upp i landskapet Lausitzer Bergland i förening av flera små källflöden omkring byn Tröbigau. Härifrån fortsätter floden norrut omkring 55 km till mynningen i Schwarze Elster nära staden Hoyerswerda. Floden flyter genom flera byar som ligger i det sorbiska området.
Biflöden till Schwarzwasser är bland annat Puschwitzer Wasser (Puschwitzka vattnet) till vänster och Silberwasser (Silvervattnet) och Langes Wasser (Långa vattnet) till höger.